# Federico Mendizábal
Federico (de) Mendizábal García-Lavín (Madrid, 1901 - ibídem, 11 de enero de 1988) fue un poeta, ensayista, novelista y militar español.

## Carrera militar
Con trece años ingresa en la Academia de Intendencia para estudiar una carrera militar que abandonaría años después por problemas familiares, pese a sus extraordinarios resultados.
Tras esto, se dedica a las letras estudiando periodismo en Madrid y colaborando en numerosas revistas y periódicos. Ganó unas oposiciones a funcionario del Ministerio de Hacienda, trasladándose así a Jaén en el año 1926. Allí tendría dos hijos. Durante la guerra civil española luchó en el bando nacional, siendo nombrado Capitán del Ejército Español y del Cuerpo de Intendencia, y recibiendo por sus actuaciones y por su reconocida pluma la Cruz de Guerra, Medalla de Campaña, de Primera Línea (Cruz roja con distintivo encarnado. 
Su obra escrita es muy amplia y abarca distintos géneros: ensayo histórico y literario, novela, teatro y poesía. Fue miembro de la Academia de Música y Declamación, de la Sevillana de las Buenas Letras y de la de Bellas Artes de Sevilla. También perteneció a  las instituciones similares de Italia, Suecia y Holanda. Escribió el Himno a Jaén, ciudad que le dedicó una calle en su nombre en agradecimiento, así como un Himno a Toledo, ambos con música del maestro Emilio Cebrián Ruiz.
Fue galardonado con la  Medalla de Oro al Mérito de las Bellas Artes.

## Obras (incompleto)

### Ensayos
- España íntima en los siglos XV y XVI Madrid, Ediciones Hesperia [1941]
- Historia de la literatura española, Valladolid: Editorial Miñón, S. A., sin año.
- Historia de la literatura inglesa, Valladolid: Miñón S. A., sin año.
- Arte literario. Valladolid: Miñón S. A., sin año.
- La decadente verdad de Shakespeare
- Vidas efímeras
- Campos de Calatrava, Madrid 1965

### Narrativa
- Constelación del sur
- El milagro de los ojos dormidos
- La vida vuelve a pasar
- Marujilla la Claveles
- Eco de los siglos
- Las torres del silencio, Madrid : Editorial Gesta, 1961.

### Teatro
- Con Francisco Villaespesa, Agustina de Aragón: (La heroina del Pilar); episodio nacional en tres actos, en verso Madrid : Colección Escena, 1965.
- Los piqueros de Bailén; episodio nacional en tres actos, en verso, Madrid [Editorial Gesta], [1966]
- El rumbo de la rumbosa; "ballet" goyesco estrenado en el Teatro Español Madrid, el 21 de junio de 1957. El alma en la hoguera; poema dramático en tres actos. Madrid [Editorial Gesta], [1966]
- Desde las rejas de Sevilla : evocación romántica en cuatro estampas ; La alcaidesa del Alcazar : romance castellano en un acto Madrid : Colección Escena, 1964.

### Lírica
- Poesías completas. Madrid : Aguilar, 1954.
- Sus mejores poesías. Barcelona : Editorial Bruguera, 1954
- Canciones de la Luna y el Sol, 1966
- El canto triste, Madrid, Aguilar, 1955.
- La copa del sol. [Madrid], [1955]
- Alfanges de plata : [Al-Andalus] Madrid Gesta [1962]
- Los rosales inmóviles: versos de amor,  Madrid [Editorial Gesta], [1967]
- Sirenas atlánticas, 1967.
- Rosas del crepúsculo
- América
- Bailén
- Canto a España
- Dos de Mayo
- La Victoria de los vencidos
- Cantor de la Raza
- Ave Fénix en el yermo
- El canto triste
- Por la senda de los huertos
- Oro del Darro
- Águilas de bronce

- Datos: Q5857734